# 川崎人工島
川崎人工島（かわさきじんこうとう）は、神奈川県川崎市川崎区浮島町沖5 kmの東京湾に位置する、直径200 mの円形の人工島である。自動車専用道路東京湾アクアラインのアクアトンネル建設および換気のために造成されたものであり、通常は関係者以外の立ち入りはできない。ただし、アクアトンネルの避難ルートの一部となっており、退避用にヘリポートと小型船舶専用の接岸設備を備える。

## 歴史
東京湾に横断道路を建設する考えは、1958年に千葉県と木更津市他4市町村が建設促進の要望書を出すなど昭和30年代前半には存在していた。昭和40年代後半の建設省案では川崎側・木更津側各1/3を橋梁、その中間を沈埋トンネルとするものであり、川崎側の人工島も現在の木更津人工島（海ほたるパーキングエリア）同様、斜路でトンネル部と橋梁部を接続する構造となる計画であった。しかし、船舶航行量調査で川崎側の航行が過密であること、川崎側は木更津側に比べ水深が深く基礎の構築に多額の費用を要すること、羽田空港に近く、川崎人工島131 m、浮島53 mの高さ制限があるため高い主塔を必要とする吊り橋の採用も困難であることに加え、シールド工法の進歩から、1985年に川崎側2/3をシールドトンネルとすることを決定した。

## 建設
1989年5月に起工式を実施、同年8月より川崎・木更津の両人工島部の海上と浮島町で地盤改良工事に着手した。本体工事は二重の円形に組んだジャケットと呼ばれる鋼管トラス製の構造物の間に、厚さ2.8 m・内径98 m、鉛直方向119 mの円筒形の鉄筋コンクリート製地中連続壁を構築し、内部の海水を抜き連続壁内側のジャケットを撤去したのちに内側を掘り進む工法が採られた。最下部まで掘削後、底に厚さ0.5 mの均しコンクリートを打ち、人工島下部の骨格となる、10分割されたプレハブブロックの据え付けを開始した。1993年11月14日、均しコンクリート下の基礎砕石層の水抜きパイプから水が噴き出しているのが発見された。当初は一日2000トンだった出水は24日後には一日5000トンに達し、人工島水没の危険が生じ始めた。一日1万トンの井戸水を注水し、水圧のバランスをとり出水を抑える方法が講じられたが、それでも水位は上がらず、12月2日には海水の注入が開始された。水圧のバランスが取れたところでセメントミルクや水ガラス系薬液での補修やディープウェルの補強が講じられ、1994年3月7日から再び排水を開始した。鉄部は錆防止のため、真水で洗浄された。
アクアトンネルは上下線2本のシールドトンネルで構成され、浮島と木更津人工島から川崎人工島方面、川崎人工島から浮島と木更津人工島各2台ずつ、合計8基のシールドマシンで掘削される。川崎人工島には1300トンに分割されたシールドマシン4基がクレーン船で搬入された。その発進地点として地中連続壁の撤去が必要となる。当初はジャイアントブレーカーで壊す予定でいたが予想以上に強度があり、厚み2.8 mのうち2.6 mを発破で壊し、残りをジャイアントブレーカーで破壊する方法が採られた。1994年8月より掘削開始、1996年8月までに完了した。そして東京湾アクアラインは、1997年12月18日に開通した。

## 風の塔

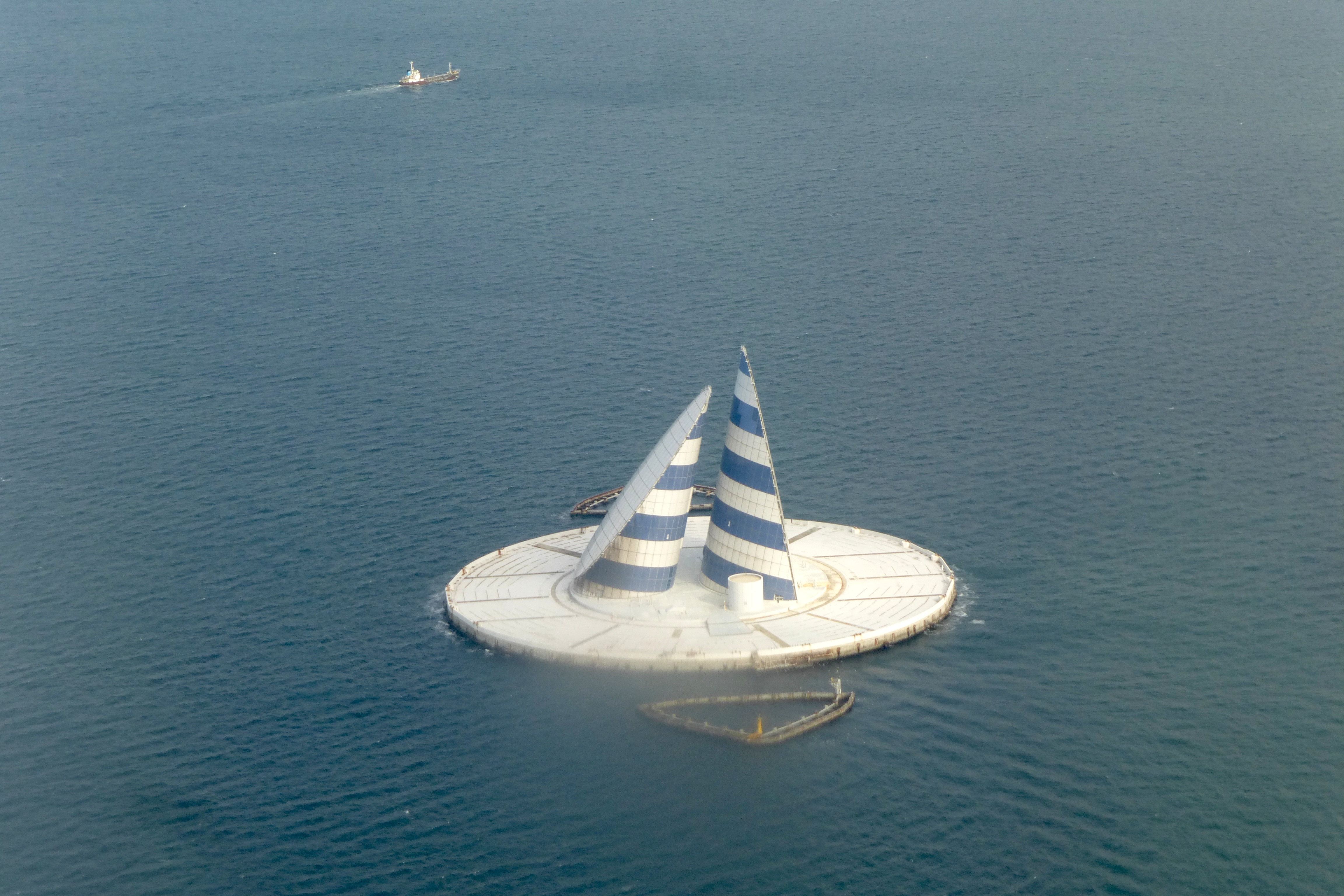
上空から

12度傾斜した大小2本の円筒形の塔で構成された換気塔で、90 mの大塔はアクアトンネルへ外気の給気、75 mの小塔はトンネルからの排気の役割を果たす。東京湾上は年間を通じて風向きは南北方向であることがほとんどで、2本の塔の間を風が抜けることでベルヌーイの定理により効率的な換気ができる。大塔は現地で鉄骨が組まれたが、小塔は下部1800トン、上部600トンに分けて陸上で施工された。
塔のデザイン決定には平山郁夫と澄川喜一が携わり、羽田空港を発着する旅客機からの景観や、船舶からの視認性を高めるため群青色と白色の幅10 mの横ストライプのデザインが採用された。表面は幅3.3 m×高さ5 mのプレキャストコンクリートパネルで、150 mm角のタイルで仕上げられている。塗装には、耐腐食性に優れたフッ素樹脂塗料およびエポキシ樹脂塗料が使用されている。海中部分は工事の際の足場をあえてそのまま残しており、万が一船舶が衝突した際に緩衝材として機能するようにしている。また塔本体が波しぶき等で錆びるのを防ぐため、わざと塔から少し離れたところに防波板を設置し水中洞窟のような空間を作っている。
2003年策定の「東京湾再生のための行動計画」に基づき、海水温、濁度、流速・流向、気温、クロロフィルなどの観測を行うモニタリングポストが設置されている。川崎人工島と木更津人工島の間の航路は、川崎人工島に近い側から東京港→浦賀水道（湾口）方面、千葉港→浦賀水道、浦賀水道→東京港、浦賀水道→千葉港のように航行するよう定められている。